# Fredrik Gyllenborg (1698-1759)
 For alternative betydninger, se Fredrik Gyllenborg. (Se også artikler, som begynder med Fredrik Gyllenborg)
Fredrik Gyllenborg (12. juli 1698—25. august 1759) var en svensk greve og embedsmand. Han var søn af Jakob Gyllenborg og bror til Olof, Carl og Johan Gyllenborg. 
Gyllenborg indtrådte 1716 i Svea hovrätt, blev 1733 lagmand på Gotland, 1737 lagmand i Nerike, 1750 præsident i Bjergværkskollegiet. Fra og med rigsdagen 1731 var han en af Horns virksomste modstandere, holdt under rigsdagen 1734 på 3 steder åbent bord for sine tilhængere og indførte på rigsdagen 1738—39 rigsdagsklubber. Midlerne dertil fik han af den franske minister, hvis stikpenge for en væsentlig del gik gennem hans hænder, indtil man begyndte at nære tvivl om hans ærlighed, og tillidshvervet fra og med rigsdagen 1751 overførtes på den endnu mere samvittighedsløse Pechlin, ihvorvel Gyllenborg ikke fuldstændig mistede stillingen som "almisseuddeler". Forinden rigsdagssamlingen 1742—43 rejste han, velforsynet med penge af den franske ambassadør, omkring på landet for at indvirke på befolkningens anskuelser og samle tilhængere til rigsdagen. Ved dalkarlenes indmarch i Stockholm 1743 flygtede han ud af byen. Som bankofullmäktig siden 1741 viste han stor egenrådighed og forstod at benytte sin stilling til egen fordel, men som en af det herskende partis ledere undgik han ikke blot enhver tiltale, men fik endog af rigsdagen 1755—56 en hædersgave af 60 000 daler for sine fortjenester af bankens fremgang og frihedens befæstelse. 1758 udarbejdede Gyllenborg planen til et lotteri for at skaffe penge til statsstyrelsen.